# Еськино (Новгородская область)
Еськино — деревня в Пестовском муниципальном районе Новгородской области. Входит в состав Богословского сельского поселения. По всероссийской переписи населения 2010 года население деревни — 7 человек (двое мужчин и 5 женщин).
Площадь территории деревни — 13,8 га. Еськино находится близ административной границы с Вологодской области, на высоте 133 м над уровнем моря, у реки Колодня, в 14 км к северо-востоку от деревни Богослово.

## История
В списке населённых мест Устюженского уезда Новгородской губернии за 1909 год деревня Ескино указана как относящаяся к Кирво-Климовской волости (2-го стана, 2-го земельного участка). Население деревни Ескино, что была тогда на земле Токаревского сельского общества — 144 жителя: мужчин — 78, женщин — 66, число жилых строений — 39; тогда в деревне была часовня и имелся хлебозапасный магазин. Затем с 10 июня 1918 года до 31 июля 1927 года в составе Устюженского уезда Череповецкой губернии, затем в составе Климовского сельсовета Пестовского района Череповецкого округа Ленинградской области. Население деревни Ескино в 1928 году — 104 человека. По постановлению ЦИК и СНК СССР от 23 июля 1930 года Череповецкий округ был упразднён, а район перешёл в прямое подчинение Леноблисполкому. По Указу Президиума Верховного Совета СССР от 5 июля 1944 года Пестовский район был передан из Ленинградской области во вновь образованную Новгородскую область. Решением Новгородского облисполкома № 1200 от 28 декабря 1960 года Климовский сельсовет был упразднён, а Еськино вошло в состав Богословского сельсовета с центром деревне Богослово. Во время неудавшейся всесоюзной реформы по делению на сельские и промышленные районы и парторганизации, в соответствии с решениями ноябрьского (1962 года) пленума ЦК КПСС «о перестройке партийного руководства народным хозяйством» с 10 декабря 1962 года был образован, в числе прочих, крупный Пестовский сельский район на территории Дрегельского, Пестовского и Хвойнинского районов. Богословский сельсовет и деревня вошли в состав этого района, а 1 февраля 1963 года административный Пестовский район в числе прочих был упразднён. Пленум ЦК КПСС, состоявшийся 16 ноября 1964 года восстановил прежний принцип партийного руководства народным хозяйством, после чего Указом Верховного Совета РСФСР от 12 января 1965 года сельские районы были преобразованы вновь в административные районы и решением Новгородского облисполкома № 6 от 14 января 1965 года Богословский сельсовет и деревня вновь в составе Пестовского района.
С принятием закона от 6 июля 1991 года «О местном самоуправлении в РСФСР» была образована Администрация Богословского сельсовета (Богословская сельская администрация), затем Указом Президента РФ № 1617 от 9 октября 1993 года «О реформе представительных органов власти и органов местного самоуправления в Российской Федерации» деятельность Богословского сельского Совета была досрочно прекращена, а его полномочия переданы Администрации Богословского сельсовета. По результатам муниципальной реформы, с 2005 года деревня входит в состав муниципального образования — Богословское сельское поселение Пестовского муниципального района (местное самоуправление), по административно-территориальному устройству подчинена администрации Богословского сельского поселения Пестовского района. Богословское сельское поселение с административным центром в деревне Богослово было создано путём объединения территории трёх сельских администраций: Богословской, Абросовской, Брякуновской. В 2012 году Новгородская областная дума (постановлением № 50-5 ОД от 25.01.2012) постановила уведомить Правительство Российской Федерации об упразднении в числе прочих Богословского сельсовета Пестовского района.